# Карсин (гмина)
Карсин (пол. Karsin) — сельская гмина (волость) в Польше, входит как административная единица в Косцежский повет, Поморское воеводство. Население — 5900 человек (на 30.06.2005).

## Демография
| Перепись                       | Всего   | Всего | Женщины | Женщины | Мужчины | Мужчины |
| ------------------------------ | ------- | ----- | ------- | ------- | ------- | ------- |
| Единицы                        | человек | %     | человек | %       | человек | %       |
| Население                      | 5897    | 100   | 2992    | 50,7    | 2905    | 49,3    |
| Плотность населения (чел./км²) | 34,9    | 34,9  | 17,7    | 17,7    | 17,2    | 17,2    |

## Населённые пункты
Абисыния, Бонк, Бяле-Блото, Борск, Вдыдзе-Тухольске, Веле, Дембовец, Домброва, Гурки, Ёнины-Вельке, Ёнины-Мале, Жеброво, Заброды, Замость, Карсин, Кличковы, Кнея, Липа, Маляры, Медзно, Мнишек, Осово, Пянтково, Подромбёна, Попя-Гура, Пшидул, Пшитарня, Робачково, Рогалево, Цисеве, Яснохувка.

## Соседние гмины
1. Гмина Брусы
2. Гмина Черск
3. Гмина Дземяны
4. Гмина Косцежина
5. Гмина Стара-Кишева